# Bomaanslag op het AMIA-gebouw op 18 juli 1994
Op 18 juli 1994 vond een bomaanslag op het gebouw van de Asociación Mutual Israelita Argentina (AMIA), een Joods cultureel centrum in Buenos Aires, plaats. Het was de dodelijkste bomexplosie in Argentinië sinds de Tweede Wereldoorlog. Er vielen 85 doden, die vrijwel allemaal Joods waren. De aanslag werd vrijwel zeker gepleegd door Ibrahim Hussein Berro, in opdracht van de Iraanse regering.

## Bomaanslag
Een zeer explosieve bom van ammoniumnitraat werd in een auto door de poort van het AMIA-gebouw in Buenos Aires gereden. Het 7 verdiepingen hoge AMIA-gebouw was het hoofdkwartier van de Argentijnse Joden. Nadat de terrorist de autobom ontstak, ontstond er een explosie, waarbij het volledige gebouw instortte, evenals een aantal gebouwen in de omgeving.
Er vielen 85 doden, waarvan de meeste Joods waren. Ook waren er meer dan 300 gewonden. De aanslag kwam twee jaar na de aanslag op de Israëlische ambassade in Buenos Aires, waarbij 29 doden vielen.
In de dagen na de aanslag vonden nog twee andere aanslagen plaats. Twee dagen na de aanslag liet een zelfmoordterrorist een bom ontploffen in een forensenvliegtuig, waarbij 19 doden vielen, waarvan er 12 Joods waren. Nog een acht dagen na de aanslag, ontplofte een autobom bij de Israëlische ambassade in Londen.

## Afloop
Na de aanslag zond Israël een aantal Mossad-agenten naar Argentinië om de aanslag te onderzoeken. Argentinië sloot daarnaast de grenzen om te voorkomen dat er nog meer terroristen het land in zouden komen. Het wordt voor mogelijk gehouden dat de terroristen Argentinië binnenkwamen via het drielandenpunt, de plaats waar de grenzen van Argentinië, Brazilië en Paraguay samenkomen.

## Verantwoordelijkheid
Argentinië, Israël en de Verenigde Staten zeiden dat Hezbollah achter de aanslag zat, met steun van Iran. Hezbollah ontkende dit. Israëlische diplomaten die het definitieve rapport van de aanslag hebben gelezen, zeiden in 2003 dat de aanslag werd gepleegd door een 21-jarige islamitische zelfmoordterrorist, genaamd Ibrahim Hussein Berro, een lid van Hezbollah. In november 2005 werd bekend dat Berro inderdaad achter de aanslagen zat.
De Libanese groep "Partisans of God" beweerde ook achter de aanslagen te zitten. Dit bleek niet waar te zijn.

## Onderzoek
Er zijn nooit verdachten veroordeeld voor de aanslag. Dat de Iraanse regering ook achter de aanslag zou zitten, is nooit bevestigd. Er is gezegd dat de Argentijnse president Carlos Menem geld ontving van de Iraanse regering om het onderzoek naar de schuld van de Iraanse regering te stoppen. Bovendien zou Menem al van de aanslagen weten. Deze berichten zijn nooit bevestigd.
Op 25 oktober 2006 werd bekend dat de Argentijnse regering 12 jaar na de aanslag aan Iran om de aanhouding vraagt van de voormalige president Ali Akbar Hashemi Rafsanjani en zeven andere personen. Zij zouden de aanslag hebben bedacht of daaraan hebben bijgedragen. In januari 2013 sloten de Argentijnse en de Iraanse regering een overeenkomst die regelde dat Argentijnse onderzoekers naar Iran gingen om daar zes in Argentinië aangeklaagden te ondervragen. Deze overeenkomst riep weerstand op bij de regering van Israël.
Christina Kirchner, president van Argentinië van 2007 tot 2015, werd er door de officier van Justitie Alberto Nisman van beschuldigd dat zij het onderzoek naar de Iraanse daders dwarsboomde. Kirchner zou dat doen omdat zij de banden met Teheran wilde verbeteren, om een lucratieve economische deal te redden. Nisman werd in januari 2015 dood op zijn hotelkamer gevonden, kort voordat hij voor het Argentijnse Congres zou getuigen over de kwestie. Een federale rechter gelastte in december 2017 de arrestatie van Kirchner, omdat zij het onderzoek gedwarsboomd zou hebben. Of er sprake is van zelfmoord of moord is onduidelijk. Kirchner kan een celstraf van 10 tot 15 jaar krijgen. Omdat zij als Congreslid immuniteit geniet is ze niet gearresteerd.